# Гюнтер XXVI (Шварцбург-Лойхтенбург-Хойерсверда)
Гюнтер XXVI фон Шварцбург (на немски: Günther XXVI, Graf von Schwarzburg-Leutenberg-Hoyerswerda; † ок. декември 1362) е граф на Шварцбург (1354 – 1362), господар на Лойхтенбург-Хойерсверда.
Той е големият син на граф Гюнтер XVIII фон Шварцбург-Вахсенбург († 1355) и съпругата му Рихца фон Шлюселберг († 1359), дъщеря на Конрад II фон Шлюселберг († 1347) и Елизабет.
Братята му са Хайнрих XIV († 1365), Йохан II (1327 -1407) и Зигхард I († 1368/1369), викар в Шпремберг, катедрален приор в Кьолн.

## Фамилия
Гюнтер XXVI фон Шварцбург се жени пр. пр. 25 юли 1357 г. за Аделхайд фон Хоенлое-Уфенхайм-Ентзе († 1358/1359), дъщеря на Лудвиг фон Хоенлое-Уфенхайм-Ендзе-Шпекфелд († 1356) и Елизабет фон Насау-Вайлбург-Висбаден († сл. 1370). Аделхайд е правнучка на император Адолф от Насау и сестра на Герлах фон Хоенлое (1344 – 1392), женен пр. 13 август 1358 г. за принцеса Маргарета Баварска (1325 – 1374), дъщеря на император Лудвиг IV Баварски (1282 – 1347) и Маргарета Холандска (1310 – 1356).  Те имат един син:
- Гюнтер фон Шварцбург († сл. 1397), женен за Агнес фон Фалкенщайн

Вдовицата му Аделхайд фон Хоенлое се омъжва втори път за Хайнрих фон Хелдрунген († сл. 1382), син на Фридрих фон Хелдрунген († 1367), хауптман на Ерфурт (1358).
- Замък Лойхтенберг
- Дворец Хойерсверда (1787)